# Geschichte Papua-Neuguineas

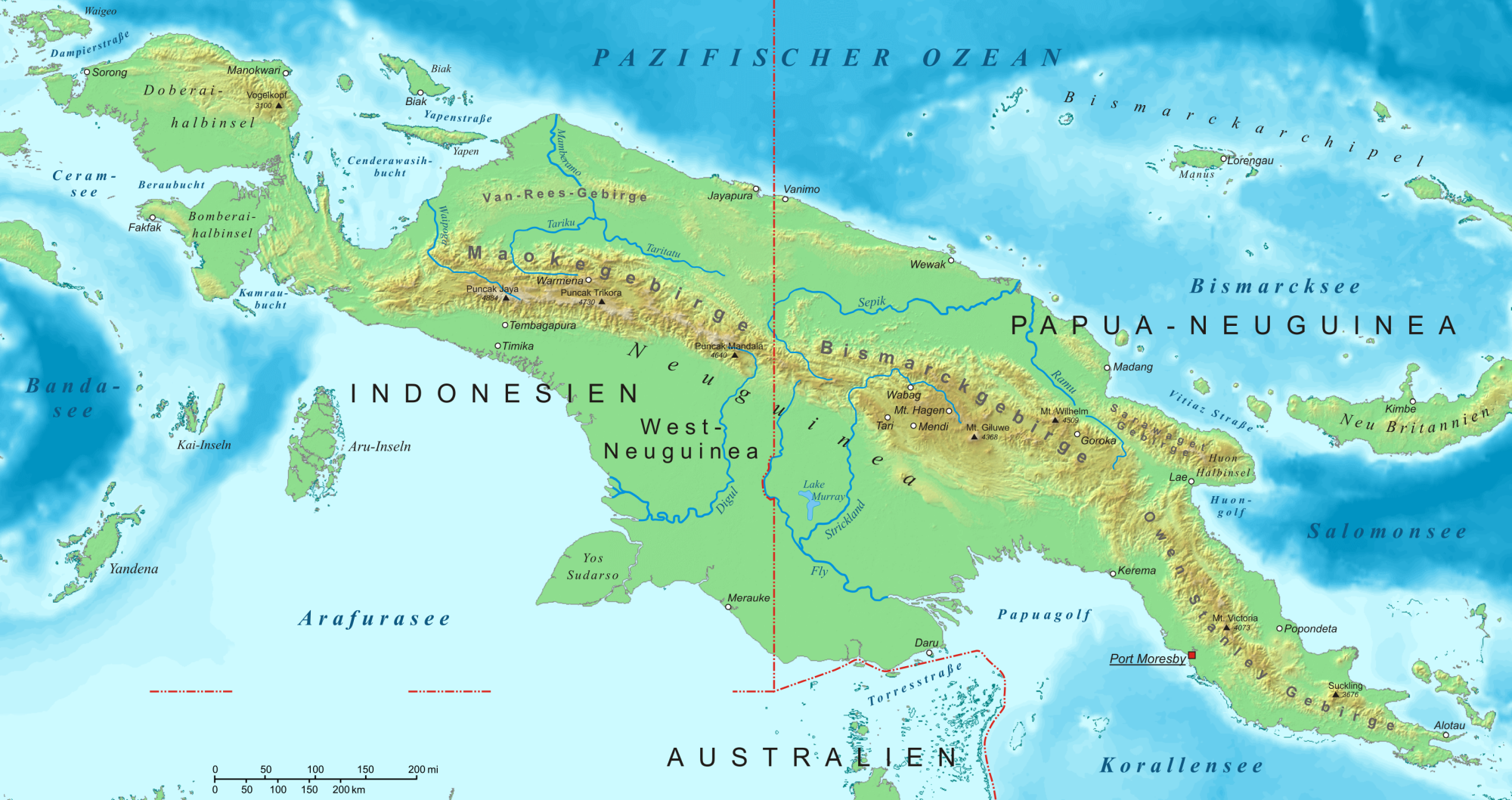
Topographische Karte von Neuguinea.
In der rechten Bildhälfte das heutige Papua-Neuguinea mit Bismarck-Archipel; nicht abgebildet (da weiter östlich) die Insel Bougainville

Die Geschichte Papua-Neuguineas umfasst die Entwicklungen auf dem Gebiet des Unabhängigen Staates Papua-Neuguinea von der Urgeschichte bis zur Gegenwart. Der Staat wurde 1975 unabhängig. Zuvor war der Ostteil der Insel Neuguinea während der Kolonialzeit und der Zeit der Weltkriege Kolonie und Protektorat verschiedener Großmächte, bei wechselnden Gebietsaufteilungen und Herrschaften (Deutsch-Neuguinea, Britisch-Neuguinea, Territorium Neuguinea, Territorium Papua und Neuguinea). Die Insel Neuguinea und damit das Staatsgebiet des heutigen Papua-Neuguinea ist seit etwa 60.000 Jahren von Menschen besiedelt. Bis heute gibt es auf der Insel ungefähr 800 Sprachen.

## Vorkoloniale Zeit

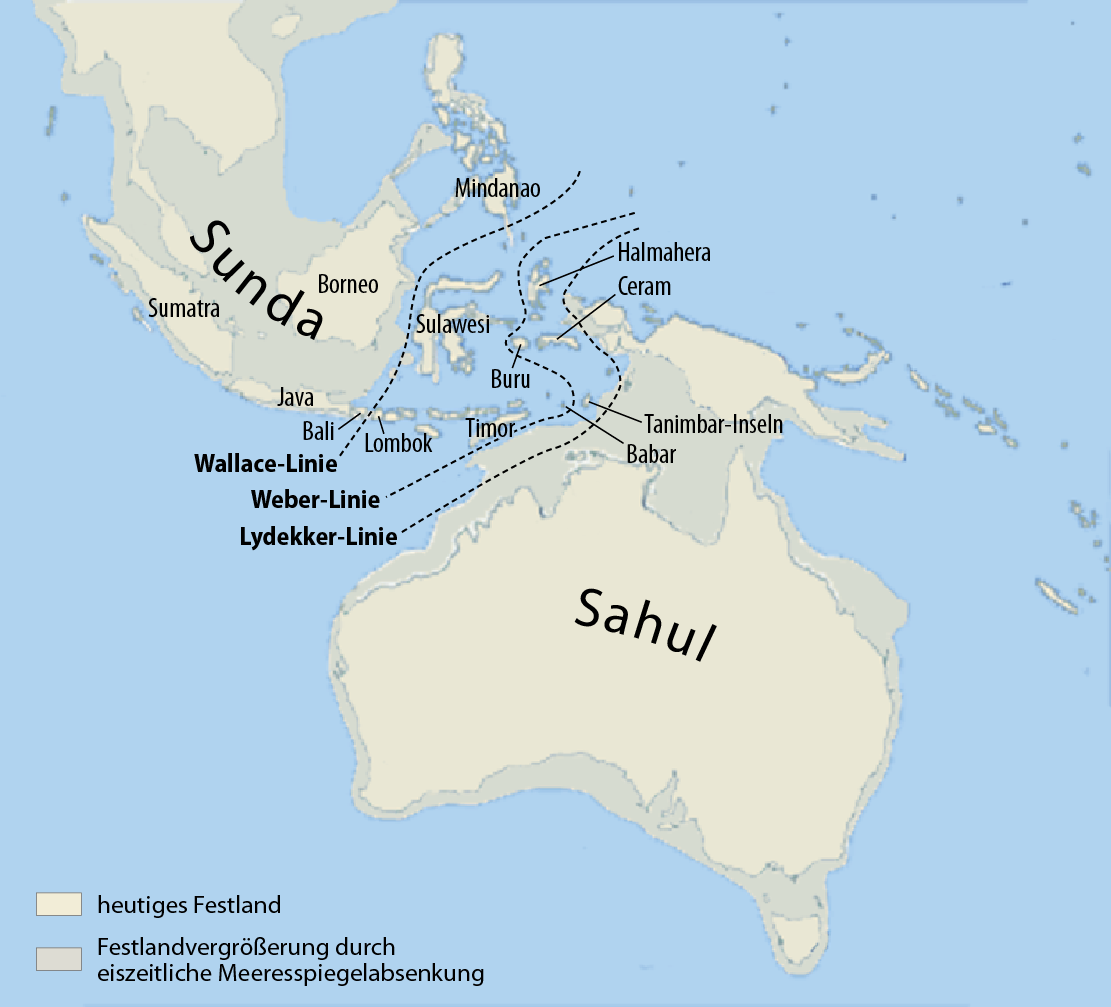
Karte mit den eiszeitlichen Landmassen Sahul und Sunda

Die Insel Neuguinea wurde etwa vor 60.000 bis 50.000 Jahren von Südostasien aus besiedelt. Vor etwa 30.000 Jahren wurde das Hochland und einige Inseln besiedelt.
Seit etwa 9000 wird Ackerbau betrieben. Vor etwa 7000 Jahren wurde erstmals Zuckerrohr und Bananen im Hochland angebaut. Vor etwa 6000 Jahren wurden weite Küstengebiete überflutet, was das heutige Wissen über die frühen Küstenkulturen stark einschränkt.
Auf der Insel bildete sich eine starke Diversifizierung mit unzähligen kleinen voneinander isolierten Stämmen heraus, so dass es noch heute auf Neuguinea ungefähr 800 Sprachen gibt.
Verschiedene melanesische Völker besiedelten Neuguinea. Um 1000 v. Chr. besiedelten die austronesischen Völker Neuguinea während der Austronesischen Wanderungen. Es verbreitete sich die Lapita-Kultur.

## Kolonialzeit

### Anfänge

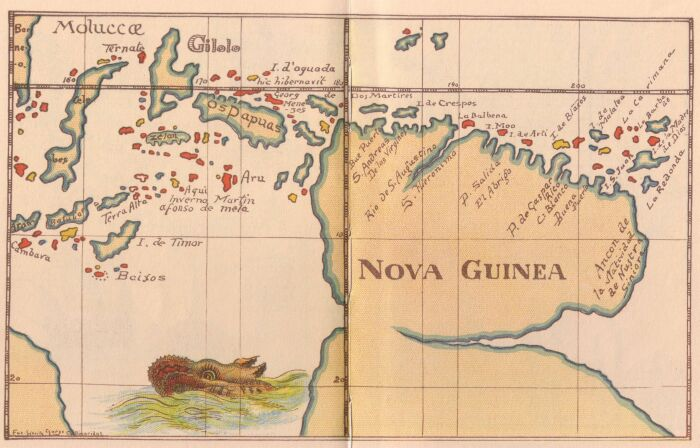
Karte Neuguineas, etwa 1600

Als erste Europäer entdeckten spanische und portugiesische Seefahrer zu Beginn des 16. Jahrhunderts die Insel Neuguinea. Der Seefahrer Jorge de Meneses landete 1526 zufällig auf der Insel. Er soll das Land Papua benannt haben, nach einem malaiischen Wort für „kraus“, um das krause Haar der malaiischen Eingeborenen zu bezeichnen. 1545 landete der spanische Seefahrer Íñigo Ortiz de Retes und nannte die Insel Neuguinea, weil sie ihn an die Küste des afrikanischen Guinea erinnerte, an der er zuvor vorbeigesegelt war.
Die Niederländer nahmen den Westteil der Insel Neuguinea 1828 in Besitz, während der Ostteil von kolonialen Bestrebungen noch unberührt blieb. Um 1860 begann das Unternehmen Johan Cesar Godeffroy & Sohn aus Hamburg an der Nordküste Ostneuguineas mit Kopra und anderen Kokosprodukten Handel zu treiben, um den enormen europäischen Bedarf an Kopra zu decken. Dieses Unternehmen gründete in Valparaíso auf den benachbarten Salomon-Inseln 1855 eine Faktorei und überzog die Südsee mit einem Netz von 45 Niederlassungen und Agenturen. Auf dem Ostteil Neuguineas gründete J.C. Godeffroy & Sohn weitere Niederlassungen. Deutsche Kapitäne und der Ornithologe Otto Finsch nahmen Gebiete an der Nordküste Ostneuguineas durch Hissen von Flaggen in eigenen Besitz. Auch britische Gesellschaften strebten Besitz auf Ostneuguinea an.

### Ab 1884:Kaiser-Wilhelms-LandundBritisch-Neuguinea

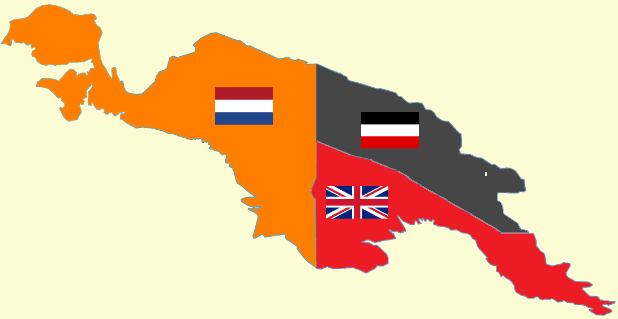
Politische Karte der Insel von 1884 bis 1919: Niederländisch-Neuguinea (links), Kaiser-Wilhelms-Land (rechts oben) und Britisch-Neuguinea (rechts unten)

1884 einigten sich Großbritannien, das Deutsche Reich und die Niederlande auf die Aufteilung Neuguineas. Westneuguinea blieb niederländische Kolonie. Der Nordteil Ostneuguineas wurde unter dem Namen Kaiser-Wilhelms-Land ein deutsches Schutzgebiet und der Südostteil der Insel britisches Protektorat. Die deutsche Kolonialgesellschaft Neuguinea-Kompagnie verwaltete das Schutzgebiet Kaiser-Wilhelms-Land. Die Eingeborenen kannten nicht die Nutzung von Metall und waren den Europäern unterlegen. Die deutsche Neuguinea-Kompagnie baute Siedlungen und deutsche Einwanderer kamen in das Schutzgebiet. Am 17. Mai 1885 erhielt die Neuguinea-Kompagnie einen Freibrief zum Landerwerb. Es begann die Missionierung durch die katholische und evangelischen Kirchen. Es wurden Plantagen gegründet, in denen Naturprodukte gewonnen wurden. Phosphatvorkommen wurden entdeckt und im Bergbau abgebaut. Die deutsche Neuguinea-Kompagnie machte schlechte Geschäfte und 1899 übernahm das Deutsche Reich das Schutzgebiet als deutsche Kolonie Deutsch-Neuguinea, die auch die Inselgruppen der Marianen, Karolinen, Palau, Nauru und Marshallinseln umfasste.
Der Süden Ostneuguineas wurde am 6. November 1884 zum Protektorat Britisch-Neuguinea erklärt und am 4. September 1888 vom Vereinigten Königreich Großbritannien und Irland annektiert. Durch britische Kolonisten wurde die anglikanische Konfession verbreitet. Die Anglikaner missionierten die Ureinwohner. Die Religion der Ureinwohner konnte sich bis heute halten. Nach der Unabhängigkeit Australiens wurde der Besitz 1902 an Australien übertragen und 1906 als „Territory of Papua“ unter australische Verwaltung unterstellt.

### Erster Weltkrieg und Völkerbundsmandat Australiens
Nach Ausbruch des Ersten Weltkriegs im August 1914 besetzten australische Verbände das Kaiser-Wilhelms-Land und den Bismarck-Archipel. Sie nahmen den größten Teil rasch ein. Nach der Zerstörung der Fernsprechanlagen in Simsonhafen und Herbertshöhe am 12. August 1914 durch australische Vorauskommandos erreichten die australischen Streitkräfte Anfang September 1914 das Kaiser-Wilhelms-Land und die vorgelagerten Inseln. Die Australier nahmen nach einem kurzen Gefecht die Funkstation Bita Paka bei Herbertshöhe ein. Die deutschen Verbände zogen sich ins Landesinnere der Insel Neupommern zurück und am 17. September 1914 entschloss sich Vizegouverneur Eduard Haber zur Kapitulation, am 21. September 1914 wurde die Kapitulation der deutschen Schutzmacht im nordöstlichen Neuguinea unterzeichnet. Am 11. Januar 1915 ergab sich in Morobe die letzte deutsche Regierungsstation in dem Schutzgebiet. Die Kapitulationsbedingungen waren milde. Die deutschen Kolonialisten wurden aus der Kriegsgefangenschaft entlassen und konnten in das Deutsche Reich zurückkehren. In der Provinz Morobe versteckte sich der deutsche Hauptmann Hermann Detzner mit wenigen Mann im Busch und kapituliert erst am 11. November 1918 bei Kriegsende. Im Friedensvertrag von Versailles vom 28. Juni 1919 verzichtete das Deutsche Reich auf die Kolonie Deutsch-Neu-Guinea. 1920 erhielt Australien das ehemalige Kaiser-Wilhelms-Land im Norden Ostneuguineas als Völkerbundsmandat.
Der Völkerbund übergab Australien 1920 die beiden Gebiete, das ehemalige deutsche Schutzgebiet Deutsch-Neuguinea (ohne Mikronesien) und das seit 1906 von Australien verwaltete Territorium Papua, in Treuhandverwaltung. Zunächst verwaltete Australien beide Gebiete getrennt.

## Zweiter Weltkrieg

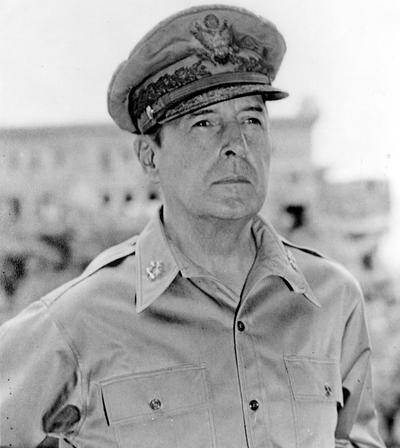
US-General Douglas MacArthur

Während des Zweiten Weltkrieges besetzte nach dem Kriegseintritt Japan im Dezember 1941 im Rahmen des Pazifikkrieges den Nordteil Ostneuguineas. Die Zivilverwaltung wurde suspendiert. Am 23. Januar 1942 überwältigten die japanischen Verbände die australische Garnison von Rabaul und nahmen den Hafen ein. US-Verbände landeten zur Unterstützung Australiens 1942 in Papua. Am 7. Mai in der Schlacht im Korallenmeer verhinderten alliierte Verbände die Eroberung von Port Moresby durch die Japaner. Zeitweise wurde Port Moresby Hauptquartier des US-Generals Douglas MacArthur. Der Norden Ostneuguineas wurde Schauplatz von heftigen Kämpfen zwischen alliierten Verbänden und japanischen Verbänden. Die Japaner griffen mehrfach Port Moresby an. Am 20. Juli versuchten japanische Luftlandetruppen, bei Buna einen Brückenkopf zu errichten. Alliierte Luftangriffe behinderten die japanischen Truppentransporte. Die Japaner konnten Port Moresby nicht einnehmen. Am 12./13. August landeten die japanischen Verbände bei Buna und versuchten auf dem Kokoda Track, das Owen-Stanley-Gebirge zu überqueren. Die Japaner bombardierten zur Deckung die Milne-Bucht. Nach Beschuss durch die Flotte nahmen die Japaner am 23. August Nauru und am 26. August Ocean Island ein. In der Schlacht um die Milne-Bucht vom 24. bis zum 31. August konnten die US- und australischen Einheiten eine 1800 Mann starke japanische Landungseinheit zurückdrängen. Am 17. September stoppten zwei australische Brigaden den japanischen Vormarsch auf Neuguinea. Mitte Dezember 1942 verstärkten die Australier und Japaner ihre Einheiten auf Neuguinea. Die Japaner konnten Neuguinea nicht vollständig erobern.
Die US-Luftwaffe bombardierte während des Jahres 1943 Bougainville auf den Salomonen, das zum australischen Treuhandgebiet Neuguinea gehörte. Am 1. November 1943 landeten US-Landetruppen auf Bougainville. Die Japaner landeten am 7. November mit Verstärkung auf Bougainville. US-Landetruppen landeten am 9. und 11. November in einer zweiten und dritten Welle auf Bougainville. Die japanische Luftwaffe startete zu Angriffen auf US-Verbände auf Bougainville. US-Trägerflugzeuge fingen japanische Bomber ab, ohne dass die Japaner Erfolge erzielen konnten. Daraufhin verstärkten die Japaner ihre Garnison auf Buka. Es kam zur Seeschlacht bei Kap St. George. Ab Dezember 1943 startete die US-Luftwaffe Bombenangriffe auf die japanischen Einheiten in Rabaul. Bis Anfang April 1944 nahmen die US-Bodentruppen die Insel Bougainville ein. Zuvor kam es zu langwierigen Dschungelkämpfen.
Bis 1945 dauerte der Kampf um Neuguinea. Am 11. Mai 1945 landeten australische Truppen auf Wewak auf Neuguinea und am 14. Mai eine weitere australische Division um den Flughafen einzunehmen. Bis zum 23. Mai nahmen die Australier die Halbinsel ein. Die alliierten Truppen nahmen am 13. September 1945 nach der japanischen Kapitulation den gesamten Ostteil der Insel Neuguinea ein.
2011 wurden die Überreste des bis dahin offiziell als vermisst geltenden USAAF-Piloten Martin Murray identifiziert. Die amtliche Identifizierung dauerte 8 Jahre, nachdem ein Inselbewohner das Absturzgebiet 2003 entdeckte.

## UN-Mandatsgebiete ab 1946

Flagge des Australischen Trust „Territory of Papua and New Guinea“ 1965–1970

Nach dem Ende des Zweiten Weltkrieges wurden 1946 die beiden von Australien verwalteten Treuhandgebiete der UN-Treuhandverwaltung übertragen. 1949 wurden im „Papua and New Guinea Act“ die beiden Treuhandgebiete zusammengeschlossen und als Territorium Papua und Neuguinea gemeinsam verwaltet.
Die australische Treuhandverwaltung verhandelte seit 1957 mit den Niederlanden über eine Vereinigung des Treuhandgebietes mit der niederländischen Kolonie Westneuguinea bei der Entlassung in die Unabhängigkeit. Im April 1961 konstituierte sich ein gesetzgebender Rat für Ostneuguinea mit 37 Mitgliedern, von denen 11 Eingeborene waren.
Nach Ausbruch des Konfliktes um Westneuguinea mit Indonesien 1961 unterstellt die niederländische Kolonialverwaltung am 15. August 1962 Westneuguinea einer UN-Verwaltung. Die UN übergaben das Gebiet 1963 an Indonesien. Die Verhandlungen über eine Vereinigung und gemeinsame Entlassung in die Unabhängigkeit wurden abgebrochen, da Indonesien die Unabhängigkeit eines vereinigten Neuguineas ablehnte.
Am 15. Februar 1964 wurde das aktive Frauenwahlrecht eingeführt, am 27. Februar 1963 das passive Frauenwahlrecht. Diese Rechte wurden bei der Unabhängigkeit 1975 bestätigt.

## Unabhängigkeit 1975
1964 wurde erstmals ein Parlament in Ost-Neuguinea gewählt. Eine beschränkte innere Selbstverwaltung wurde gewährt. 1971 wurde das Gebiet in Papua-Neuguinea umbenannt. Gemeinsam mit Australien, Neuseeland, Fidschi, Westsamoa, Tonga und Nauru wurde Papua-Neuguinea 1971 Gründungsmitglied des Pacific Islands Forum über eine engere wirtschaftliche und politische Zusammenarbeit. 1972 fanden Wahlen in Papua-Neuguinea statt und die Mehrheit stimmte für die Unabhängigkeit. Am 1. Dezember 1973 erhielt Papua-Neuguinea die Autonomie.

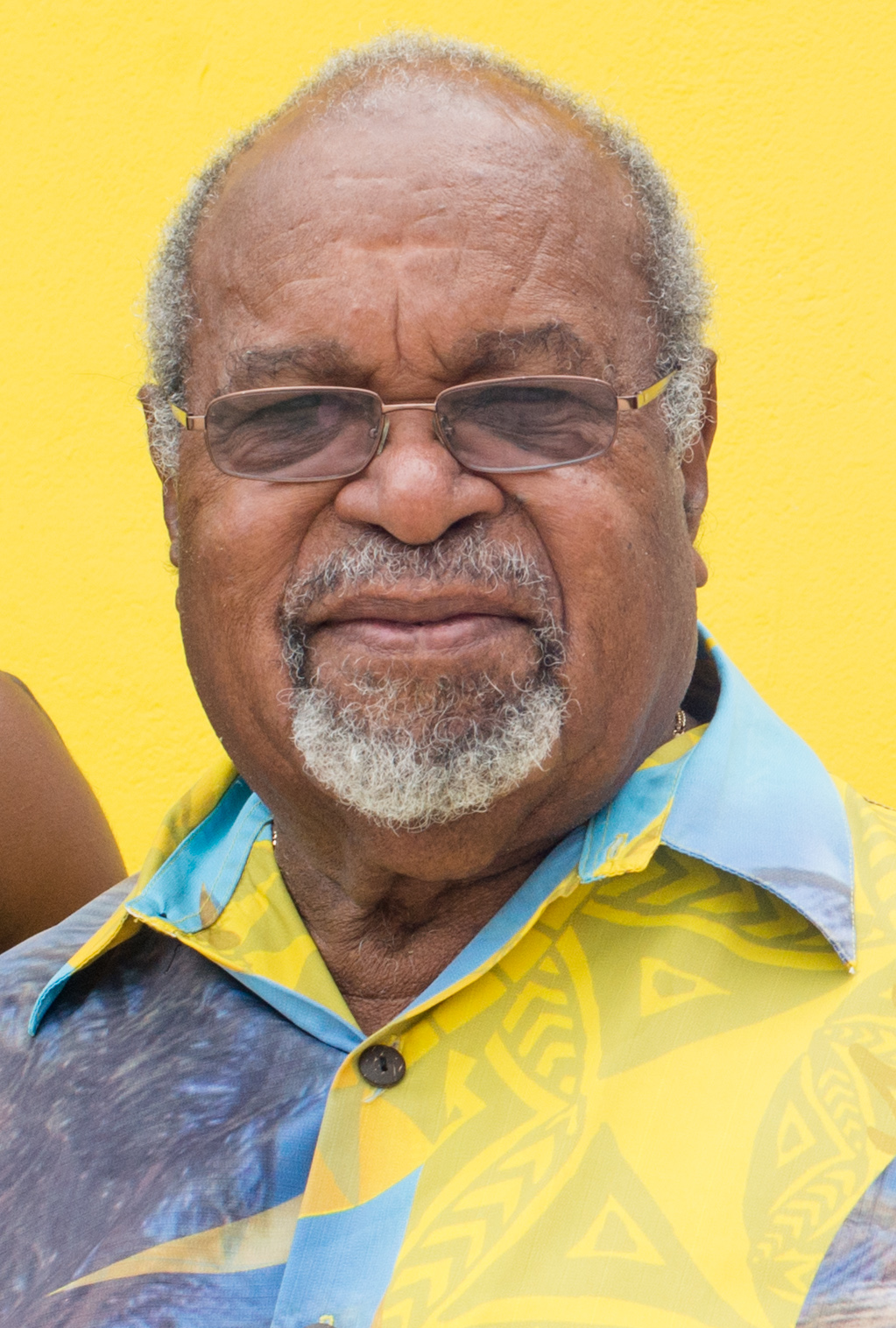
Der erste Premierminister Papua-Neuguineas, Michael Somare

Am 15. August 1975 verabschiedete das Parlament eine Verfassung für Papua-Neuguinea und am 16. September 1975 erhielt Papua-Neuguinea als parlamentarische Monarchie innerhalb des Commonwealth unter der britischen Krone die Unabhängigkeit. Königin Elisabeth II. blieb Staatsoberhaupt als Königin von Papua-Neuguinea und wird seitdem durch einen Generalgouverneur vertreten. Erster Premierminister wurde Michael Somare.
Der Staat ist rohstoffreich. Die meisten Erwerbstätigen arbeiteten in der Landwirtschaft. Plantagenanbau von Kaffee (ca. 20 % der Exporte), Kakao (rund 16 % der Exporte), Kopra und Kautschuk waren weit verbreitet. Die Rohstoffe wurden abgebaut und meist im Ausland weiterverarbeitet. Die Regierungen wechselten häufig.

## Krieg um Bougainville
Unter der Regierung von Premierminister Julius Chan brach auf der Insel Bougainville 1989 ein blutiger Bürgerkrieg aus. Die Untergrundorganisation Revolutionäre Armee Bougainvilles (BRA) hatte ganz Bougainville unter ihre Kontrolle gebracht und die Förderung der Kupferbergwerke gestoppt. Sie erklärte die rohstoffreiche Insel einseitig für unabhängig. Die papua-neuguineische Regierung setzte Regierungstruppen gegen die BRA ein. Es brachen blutige Kämpfe aus. Wegen der Schließung der Kupferbergwerke stieg die Auslandsverschuldung Papua-Neuguineas stark an. 1994 wurde ein Waffenstillstandsabkommen zwischen Regierung und BRA unterzeichnet und 1995 wurde eine Übergangsregierung in Bougainville eingesetzt. Nach dem Waffenstillstand auf Bougainville hielten die Kampfhandlungen an. Bis 1998 kamen schätzungsweise 20.000 Menschen bei den Kämpfen zwischen Regierungstruppen und Rebellen der BRA ums Leben. 1998 wurde ein Friedensabkommen zwischen der Regierung Papua-Neuguineas und der BRA abgeschlossen.

## 1990er Jahre
1995 beschlossen Australien, die Weltbank und der Internationale Währungsfonds ein Hilfsprogramm zur Stabilisierung der Wirtschaft. Durch die Auswirkung des Klimaphänomens „El Niño“ kam es 1997 zu einer schweren Dürrekatastrophe auf der Insel Neuguinea, die zu einer drastischen Verschlechterung der Lebensumstände führte. Aufgrund zahlreicher Waldbrände kam es zu einer hohen Luftverschmutzung. Im Jahr 1998 kam es zu einer Flutwelle und Erdbeben.
Im Juli 1999 löste Mekere Morauta den bisherigen Premierminister Bill Skate ab. Der neue Premierminister erklärte den Abbau der Auslandsverschuldung und der Korruption im Staatsapparat zu seinen Zielen. Im März 2000 schlossen die Regierung und die BRA einen Vertrag. Dieser sah die schrittweise Gewährung der Selbstverwaltung für die Insel Bougainville vor. Im Juni 2001 stimmte die Führung der BRA der Entwaffnung ihrer Organisation zu, im Gegenzug wurden die Regierungstruppen von der Insel abgezogen.

## Ab 2002
2002 wurde Sir Michael Somare erneut Premierminister. Die neue Regierung leitete Maßnahmen zur Rückführung des Haushaltsdefizits ein und konnte 2004 und 2005 Haushaltsüberschüsse erzielen. Die National Alliance Party (NAP) von Somare konnte bei den Parlamentswahlen im Juli 2007 deutlich zulegen und Somare wurde im August 2007 erneut zum Premierminister gewählt. Wegen der Krankheit Somares wurden die Amtsgeschäfte seit April 2011 von einem Stellvertreter geführt. Seit August 2011 ist Peter O’Neill Premierminister. Am 26. Januar 2012 scheiterte mit der Meuterei der Streitkräfte von Papua-Neuguinea ein Versuch des ehemaligen Premierministers Michael Somare, mit einem Putsch wieder an die Macht zu gelangen.